# Jubbada Dhexe
Jubbada Dhexe ou Jubbada Đexe (Médio Juba) é uma região administrativa (gobol) da Somália, sua capital é a cidade de Bu'aale.
Ao contrário de grande parte da Somália, Médio Juba é fértil devido à sua localização no Vale do Juba. No entanto, a guerra civil da Somália conduziria à escassez de alimentos e à fome na região.  O Médio Juba é a única região da Somália totalmente controlada pelo al-Shabaab, um grupo extremista islâmico.

## Situação política
No decorrer da guerra civil somali, a região esteve sob o controle da Aliança do Vale de Juba , porém a União dos Tribunais Islâmicos tomaria o poder em 2006.
Em 2010-2011, a região estava sob o controle do al-Shabaab. No outono de 2011, a Operação Linda Nchi começou a expulsar o al-Shabaab, porém, a partir de 2014, o al-Shabaab passou a controlar um território significativo, incluindo grandes cidades.
Desde 2014, o Médio Juba é formalmente parte da entidade autônoma de Jubalândia, que assinou um acordo com o Governo Federal da Somália.